# Moon Kyeong-ha
Moon Kyeong-ha född den 29 maj 1980, är en sydkoreansk handbollsspelare.
Hon tog OS-silver i damernas turnering i samband med de olympiska handbollstävlingarna 2004 i Aten.